# Базилика Святейшего Сердца Иисуса (Загреб)
Базилика Святейшего Сердца Иисуса — католический храм в городе Загреб, Хорватия. Построен в 1902 году, памятник архитектуры. Один из семи хорватских храмов, носящих почётный статус малой базилики. Окормляется орденом иезуитов. Адрес — Пальмотичева улица, д. 33

## История

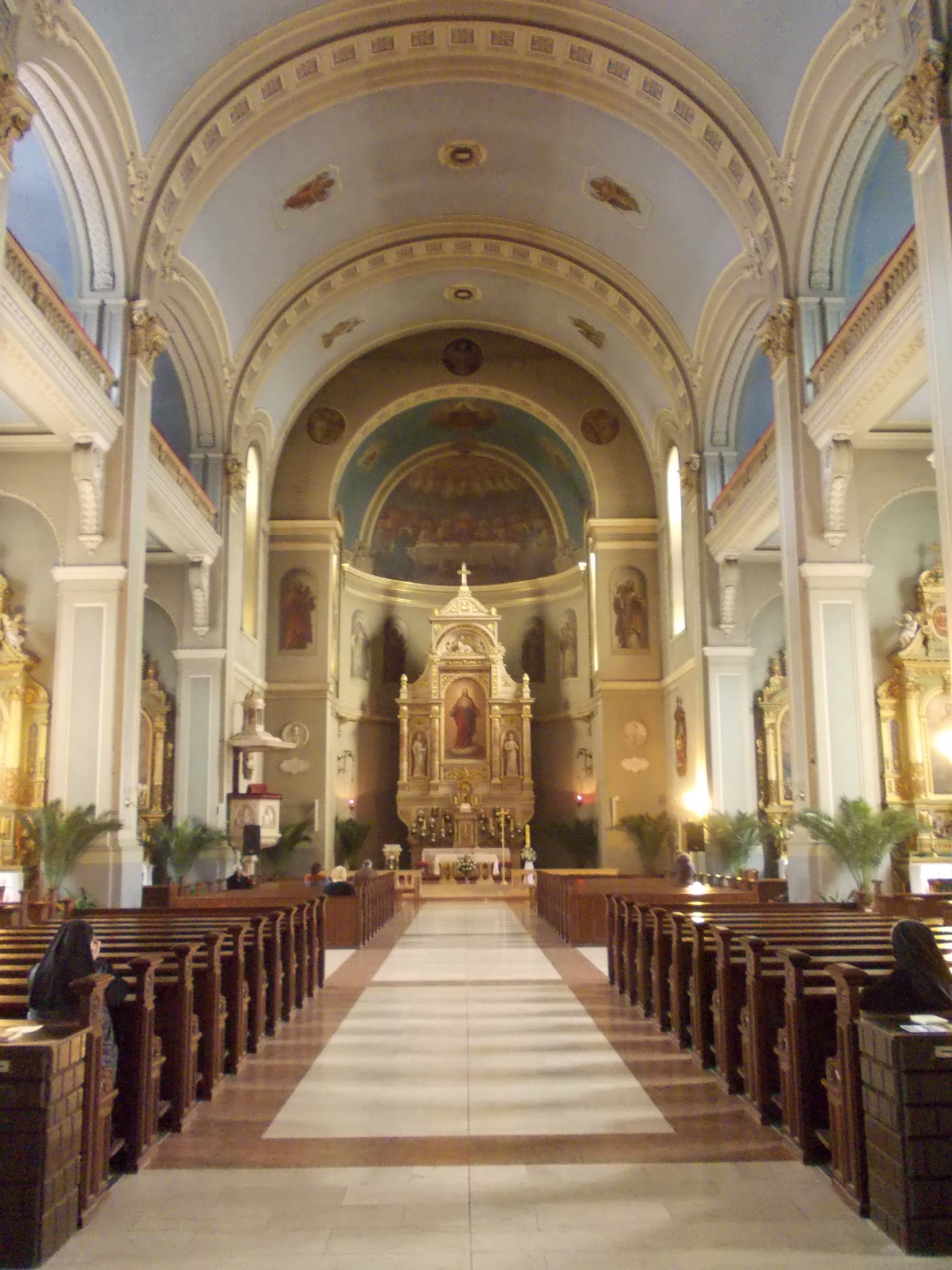
Интерьер базилики

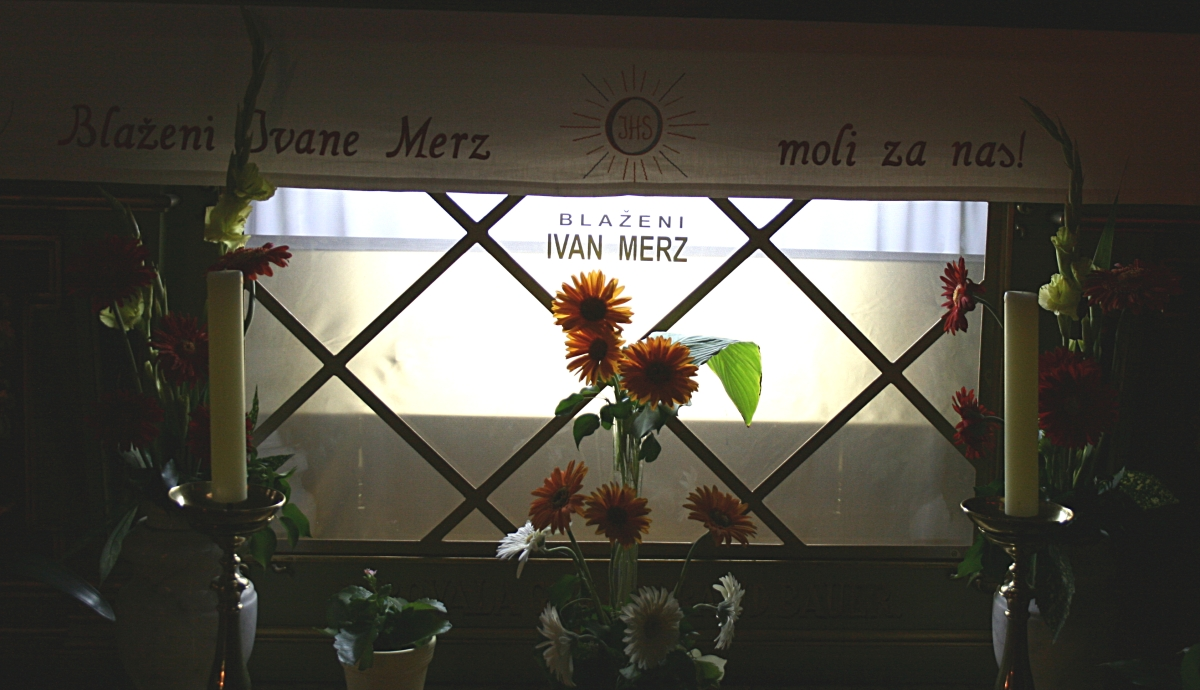
Гробница бл. Ивана Мерца в базилике

Храм Святого Сердца Иисуса построен в 1901-1902 годах, однако подготовка к его возведению шла почти четыре десятилетия.
Орден иезуитов после своего восстановления в 1814 году не сразу возвратился к активной деятельности в Хорватии. Большую роль в их возвращении сыграл первый архиепископ Загреба кардинал Юрай Хаулик, который тесно сотрудничал с иезуитами и пригласил их для работы в Загреб в 1855 году. Тем не менее, хотя иезуиты вели в Загребе свою деятельность, своей церкви в Загребе у них не было до 1902 года (до роспуска ордена в 1773 году иезуитам в Загребе принадлежала церковь Святой Екатерины).
В то же время в конце XIX века большое распространение в Хорватии как и в ряде других католических регионов мира, получает культ Святейшего Сердца Христова. Распространением культа занимались преимущественно иезуиты, в 1875 году в Париже началось строительство базилики Сакре-Кёр, в 1884 году епископ Йосип Стадлер начал строительство собора Святого Сердца в Сараеве. Иезуиты Загреба активно поддерживали идею строительства храма Святого Сердца и в Загребе.
Большую поддержку идее возведения нового иезуитского храма оказал новый архиепископ Загреба Юрай Посилович, взошедший на загребскую кафедру в 1894 году. Однако начало работ было отложено на несколько лет, поскольку в 90-е годы главные силы и средства епархии были направлены на ремонт храмов, пострадавших от землетрясения 1880 года. В 1898 году был приобретён участок на Пальмотичевой улице. В 1899 году папа Лев XIII посвятил Святейшему Сердцу Иисуса всю Вселенную. 27 августа 1901 года началось строительство, 15 декабря 1902 года церковь была освящена, хотя отделочные работы в ней продолжались ещё несколько лет.
Прихожанином церкви св. Сердца был блаженный Иван Мерц (беатифицирован в 2001 году). После смерти он был похоронен в этом храме.
16 июля 1941 года церковь Святого Сердца в Загребе получила почётный статус малой базилики.